# Campechuela
Campechuela es uno de los trece municipios que componen la Provincia de Granma, en el oriente de Cuba. 

## Extensión y población
Cuenta con una extensión territorial de 579, 48 km² y unos 43, 648 habitantes.

## Toponimia
El origen del nombre del asentamiento no está claro. Existen varias teorías, una de las cuales, atribuye el nombre al vocablo indígena “Campeches”, que utilizaban los aborígenes cubanos para referirse al campo. 
Otra teoría plantea que el lugar fue colonizado, entre los siglos XVII y XVIII, por españoles que traían esclavos indígenas originarios de la zona de Campeche, en el actual México. 
Una tercera teoría propone que el topónimo de dicho poblado proviene de los Palos de Campeche, muy abundantes en la región.

## Historia
Campechuela fue escenario de las tres guerras de independencia cubanas, entre 1868 y 1898. Posteriormente, volvió a ser escenario de combates a finales de la década de 1950, durante la guerra que llevó a l triunfo de la Revolución cubana en 1959. 

## Economía
Tanto la economía de Campechuela, como la de la provincia a la que pertenece, es fundamentalmente agrícola. La pesca (aunque poco desarrollada) también es importante para el territorio.  